# Sceloporus shannonorum
Espèce
Synonymes
- Sceloporus heterolepis shannonorum Langebartel, 1959

Sceloporus shannonorum est une espèce de sauriens de la famille des Phrynosomatidae.

## Répartition
Cette espèce est endémique du Mexique. Elle se rencontre au Durango et dans le nord du Jalisco.

## Étymologie
Cette espèce est nommée en l'honneur de Frances et Frederick A. Shannon.

## Publication originale
- Langebartel, 1959 : A new lizard (Sceloporus) from the Sierra Madre Occidental of Mexico. Herpetologica, vol. 15, no 1, p. 25-27.